# 三吉神社 (札幌市)
三吉神社（みよしじんじゃ）とは、北海道札幌市中央区南1条西8丁目にある神社である。旧社格は県社。
1878年（明治11年）に秋田県の太平山三吉神社の分霊を祀ったのが始まりである。1879年（明治12年）に現在地に奉遷、その後1930年（昭和5年）には縣社に昇格している。
札幌市中心部に鎮座していることから、多くの市民に親しまれ毎年5月15日の例大祭も市内他社と比較し盛大に執り行われる。

## 祭神
- 大己貴神
- 少彦名神
- 藤原三吉神
- 金刀比羅宮
- 天満宮